# Le Soleil des eaux
Le Soleil des eaux est une cantate pour soprano, chœur et orchestre de Pierre Boulez. Composée en 1965 d'après deux poèmes de René Char, elle est précédée de trois versions successives, la première en 1948 pour la radio, la seconde en 1950 pour soprano, ténor, basse, chœur et orchestre de chambre, la troisième en 1958 pour voix et orchestre. Créé à Berlin en 1965 par le compositeur, l'ouvrage est en deux mouvements.

## Structure
1. La complainte du lézard amoureux: sept strophes constituent ce mouvement où la voix et l'orchestre alternent en antiphonie.
2. La Sorgue: onze versets qui mettent le chœur au premier plan.

- Durée d'exécution: environ neuf minutes

## Source
- François-René Tranchefort, Guide de la musique classique Fayard 1989 p.119